# Женски полни органи
Женски полни органи су анатомске структуре жене, намењене одржању и продужењу врсте. По својој грађи и функцији они су много сложенији од мушких, јер нису намењени само за стварање јајне ћелије, већ и чување оплођеног јајашца, његов развој и рађање новог организма. У функционалном смислу као и мушки полни органи, састоје се од герминативног и ендокриног дела, а у анатомском од спољашњих и унутрашњих органа.

## Анатомија
Анатомски гледано женски полни органи се деле на унутрашње и спољашње. 

### Унутрашњи женски полни органи
У унутрашње женске полне органе спадају: вагина, материца, јајници и јајоводи

#### Јајници
Јајници (Ovarium) су парни репродуктивни органи жене. Јајници стварају и ослобађају јајне ћелије.

#### Јајоводи
Јајоводи (tubae uterinae) су парни мишићно-слузокожни органи, дужине од 14 до 16 cm.
Основна функција јајовода је да спроведе јајну ћелију од јајника до материце, али он спроводи и сперматозоиде према навише.
У јајоводима се обавља оплодња јајне ћелије.

#### Материца
Материца (Uterus) је непарни мишићно-слузокожни орган крушкастог облика, уметнут између јајовода и вагине. Материца је смештена у карличној дупљи иза и изнад мокраћне бешике и испред ректума.
Улога материце је да прихвати оплођену јајну ћелију и њено усађивање у материчној слузокожи.
Материца је пресудни орган за нормалан развој плода.

#### Вагина
Вагина је мишићно-слузокожни орган, дужине од 10 до 12 cm. Вагина се пружа од материце кроз међицу и завршава се отвором малих усана.

### Спољашњи женски полни органи
У спољашње: клиторис, велике усне (labia majora) и мале усне (labia minora), трем вагине (vestibulum vaginae), тремна главица (bulbus vestibuli), Бартолинијеве жлезде (glandulae vestibulares majores-Bartholini) и мале тремне жлезде (glandulae vestibulares minores), а једним именом се називају вулва.

## Обољења женских полних органа
У најчешћа обољења женских полних органа спадају:
- Конгениталне аномалије
- Запаљења
- Цисте
- Тумори

## Полно преносиве инфекције женских полних органа
У најчешће сексуално преносиве инфекције женских полних органа спадају:
1. гљивичне инфекције
2. херпес
3. трихомонијаза
4. гонореја
5. сифилис
6. кондиломи
7. стидна вашљивост
8. инфекције изазване хламидијом
9. вагиноза
10. вулвовагинитис